# Wilsberg: Über dem Gesetz

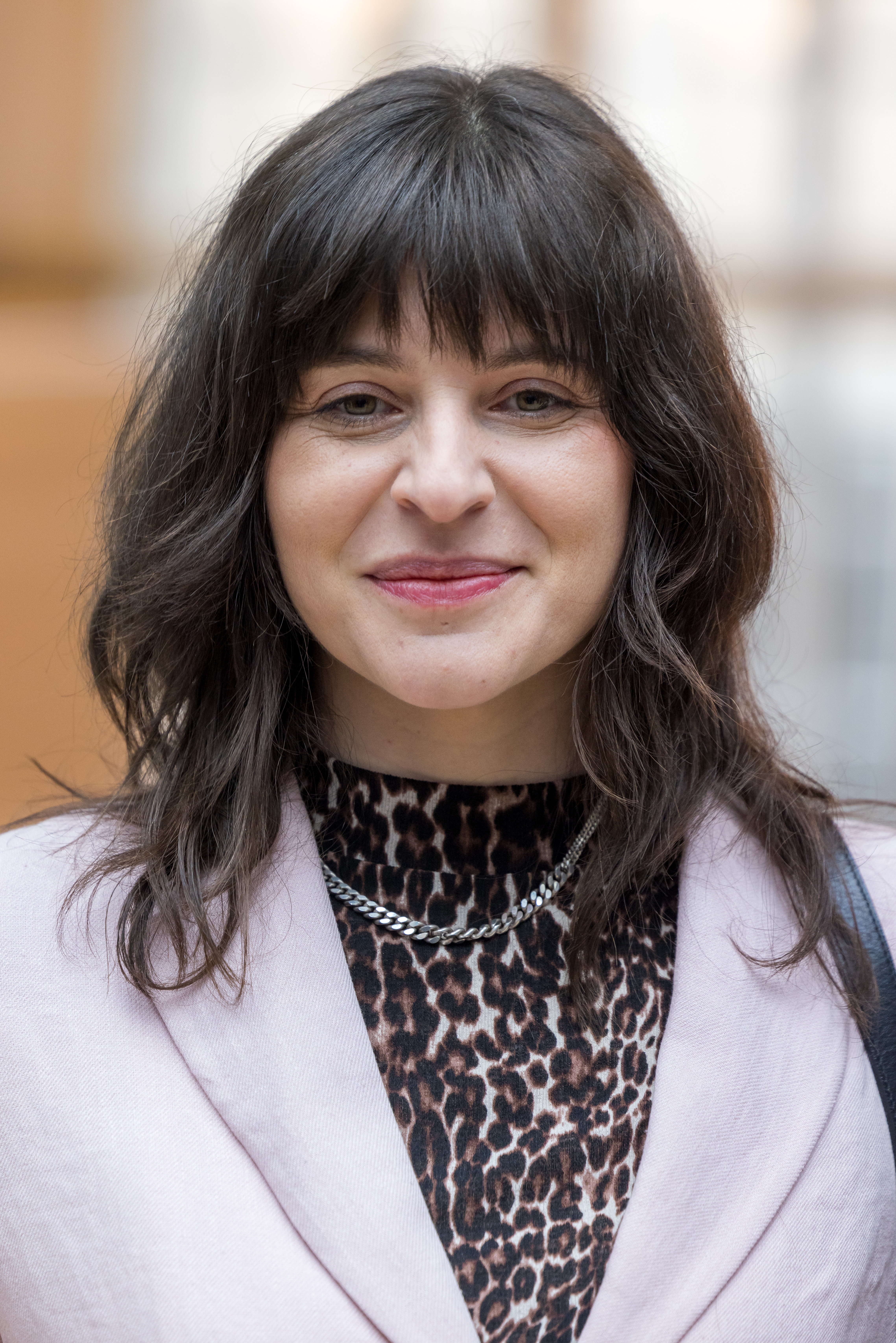
Eva Bay spielt Dr. Kerstin Schunck (Foto von 2024)

Über dem Gesetz ist die 84. Folge der Fernsehfilmreihe Wilsberg. Die Folge ist seit dem 4. Januar 2025 in der ZDFmediathek verfügbar und ist am 11. Januar 2025 im Samstagabendprogramm des ZDF erstausgestrahlt worden.

## Handlung
Der erfolgreiche Jurist Prof. Breeker engagiert Wilsberg, in der Universität zu ermitteln, da er sich von Kollegin Dr. Kerstin Schunck verfolgt fühlt. Schunck hingegen vermutet, der Professor nutze die Gelegenheit, um sie zu demütigen. Wenig später wird die Dozentin wegen Verdachts eines tätlichen Angriffs auf Breeker aus der Vorlesung geführt und schließlich suspendiert. Wilsberg traut der Sache nicht und beschattet Breeker. Er beobachtet, wie der Student Jan Seiters bei diesem einbricht und beim Wegrennen tot zusammenbricht. Dass hier aufgrund eines Herzfehlers ein natürlicher Herztod verantwortlich sein soll, bezweifelt Wilsberg.
Obwohl der Fall schnell abgeschlossen werden soll, ist Overbeck als Ersatzchef für Anna Springer motiviert, mit seinem Team Wolfangel und Lüdtke weitere Nachforschungen anzustellen. Wilsberg findet im Studentenwohnheimzimmer von Seiters Hinweise, dass dieser den Todesumständen seiner Schwester Marie, die vor einiger Zeit bei einem Verkehrsunfall in der Nähe eines Hotels auf dem Land ums Leben gekommen ist, nachging. Viel Informationen von Corinna Friedhausen, der Chefin des Hotels, in der die Verunfallte damals arbeitete, erhält er nicht. Wolfangel findet heraus, dass Seiters sich vor einigen Wochen wegen des aufgrund von Korruptionsverdacht suspendierten Staatsanwalts Herzog erkundigte. Herzog hatte damals das Ermittlungsverfahren im Todesfall Marie Seiters eingestellt. Im Gespräch mit Schunck erfährt Wilsberg, dass Seiters und sie versuchten, Breeker einen Einfluss auf die Verfahrenseinstellung nachzuweisen.
Overbeck vermutet einen raffinierten Giftanschlag im Fall Seiters. Von dessen Vermieter erfahren Overbeck und Lüdtke, dass am Vorabend von Seiters Tod eine Frau im Wohnheimzimmer war, die in den Fall verwickelt sein könnte. Als Wilsberg bei einem Empfang anlässlich Breekers neuer Veröffentlichung durch einen vergifteten Sekt fast zu Tode kommt, erhärtet sich der Verdacht. Bei Seiters sei mehr Gift verwendet worden, aufgrund der Herzmedikamente habe es verlangsamt gewirkt. Wolfangel ermittelt, dass die Hotelbesitzerin damals nach dem Autounfall eine Aussage gemacht habe, sie dann aber widerrief. Außerdem habe Herzog damals ein Verfahren gegen sie eingestellt, in der es um einen möglichen Giftmord am Vorbesitzer des Hotels ging. Als Overbeck und Wolfangel Friedhausen aufsuchen, treffen sie dort auch auf Herzog, der später gesteht, Bestechungsgelder angenommen zu haben.
Schunck wird von einem Auto angefahren, als sie Wilsberg wichtige Informationen geben möchte. Mit Merles Hilfe kann Wilsberg später in ihrem Handy Fotos vom Empfang finden, auf denen Breeker mit seiner Schwester streitet. Die weiteren Nachforschungen ergeben, dass Breekers Schwester Marie Seiters überfahren, später deren Bruder vergiftet und auch Schunk angefahren hat. Sie hat Breekers Bestechungsgelder über ihre Immobilienfirma gewaschen, die Ermittlungen von Schunck und Seiters hätten eine Gefahr bedeutet. Die Geschwister Breeker werden festgenommen.

## Produktion
Die Dreharbeiten fanden in der Zeit vom 20. März 2023 bis zum 25. Mai 2023 in Nordrhein-Westfalen statt.
Der Running Gag Bielefeld findet sich in der 18. Minute. Georg fragt Tessa, ob Prof. Breeker schon früher dazu geneigt habe, Leute fertigzumachen. Tessa antwortet, so wie er sie damals behandelt habe, habe sie in Bielefeld weiterstudieren müssen.
Als Ekki im Auftrag von Wilsberg undercover bei Staatsanwalt Herzog ermittelt, gibt er sich zunächst als Mitarbeiter eines Wartungsdienstes namens Hartmann und Kehrer aus. Der Firmenname ist eine Hommage an Jörg Hartmann, den Schöpfer der Wilsberg-Comics, und Wilsberg-Erfinder Jürgen Kehrer.

## Rezeption

### Kritiken
Das Team der TV Spielfilm gibt dem Film einen Daumen nach oben und resümiert: „Routinierter „Wilsberg“-Fall mit grandiosem Gaststar.“
Oliver Armknecht bewertete den Film auf film-rezensionen.de mit fünf von zehn Punkten. Der Film sei wieder mal überfrachtet, die Witze nicht erwähnenswert. Selbst zum Thema Korruption werde wenig gesagt. Lediglich Johann von Bülow als versnobter Jurist bliebe da hängen.
Tilmann P. Gangloff meinte auf evangelisch.de, dass die 84. Episode der Reihe irgendwo in der Mitte liege. Das gelte auch für die Inszenierung, das Erzähltempo sei fast schon zu gemächlich.
Susanne Bald schrieb auf prisma.de, dass diese Folge an Witz und Spannung des letzten Films Blut geleckt, der an die leichteren Fälle von früher erinnerte, leider nicht herankomme, es fehle eine originelle Nebenhandlung. Vielmehr würden die beliebtesten Wilsberg-Zutaten einfach abgehakt. Dafür habe Overbeck eine ganze Reihe an solchen Szenen, für die man die Reihe lieb gewonnen habe.

### Einschaltquote
Die Erstausstrahlung des Films am 11. Januar 2025 im ZDF sahen in Deutschland 6,80 Millionen Zuschauer. Dies entsprach einem Marktanteil von 27,8 % für den Sender.